# Laurent Ballesta

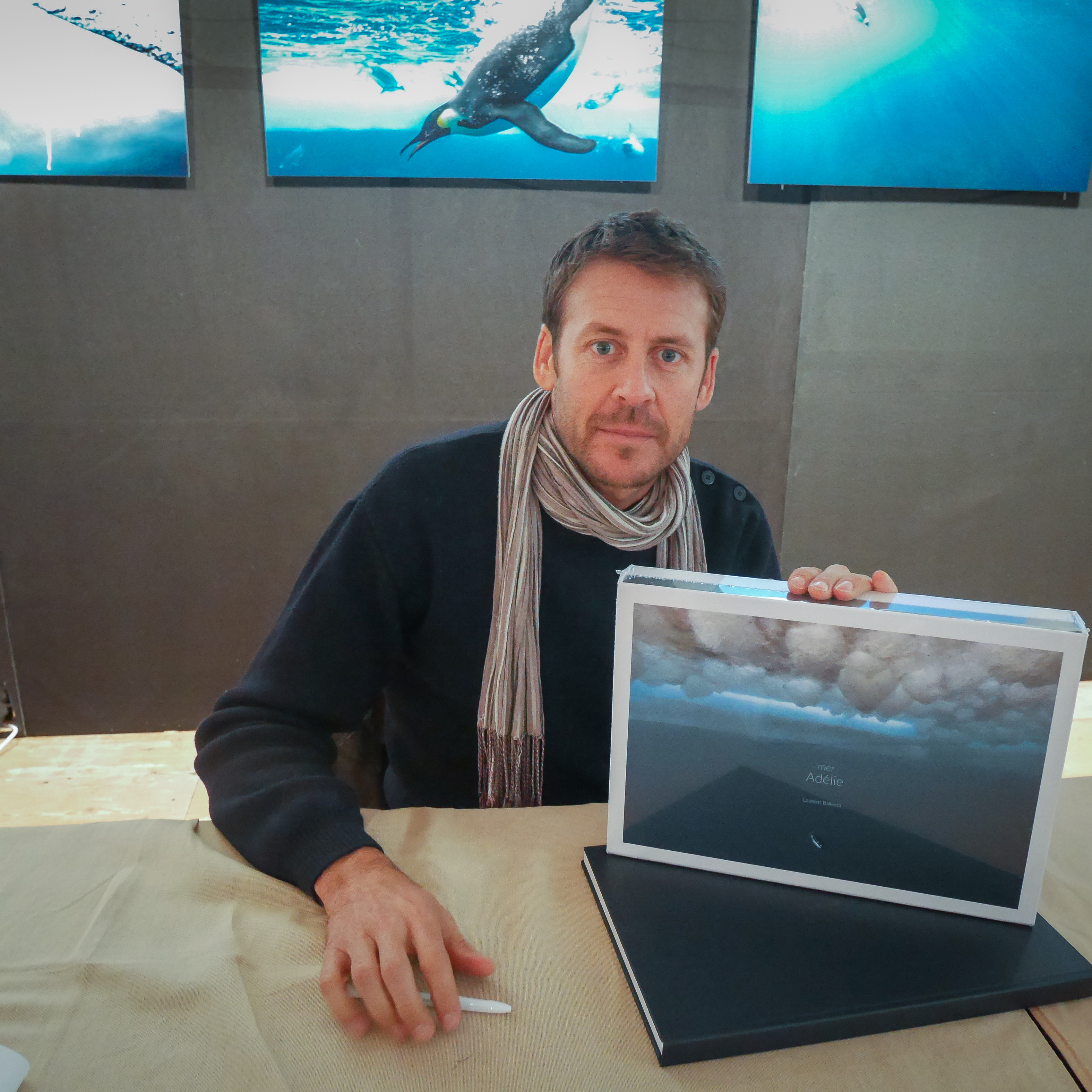
Laurent Ballesta 2016.

Laurent Ballesta (ur. w 1974 w Montpellier) – francuski biolog morski, współtwórca L’OEil d’Andromede (Oko Andromedy) – zespołu badawczego specjalizującego się w przeprowadzaniu ocen i waloryzacji ekosystemów morskich, afiliowanego przy Uniwersytecie Montpeller II. 

## Biografia
Jeden z najlepszych nurków na świecie. Jest także wybitnym fotografikiem, laureatem licznych prestiżowych nagród. Publiczność poznaje jego prace m.in. na łamach wiodących francuskich czasopism ilustrowanych: Le Figaro Magazine, Paris-Match, VSD, Daily Mail, Stern, Corriere Magazine, etc. Przez siedem lat pracował jako doradca naukowy w telewizji Ushuaia Nature Nicolasa Hulot'a.
Wraz z Pierre'em Descampem, badaczem, autorem wielu publikacji naukowych i ekspertem środowiskowym Komisji Planowania Terytorialnego Rolnictwa i Rybołówstwa, odbywają wieloletnią podróż w głąb oceanów, której owocem jest piękna wystawa PLANETA OCEAN. Wystawa składająca się z 87 wielkoformatowych zdjęć z podpisami oraz tablicami informacyjnymi odkrywa świat morskiej bioróżnorodności. Wystawa wędruje po całym świecie, zagościła również w Polsce: w 2008 roku w Łodzi oraz latem 2009 roku w Helu.
W sierpniu 2007 roku wyprodukowane zostały zdjęcia podwodne z miejsc najgłębszych na świecie, 192m głębokości podczas zapisu do
6 godzin nurkowania w Villefranche-sur-Mer, Alpes-Maritimes.

## Publikacje
- 2003: Le Languedoc-Roussillon : Od źródła do morza, do wydawnictwa Svi-Publicep
- 2005: Planeta Mórz z Pierre'em Descampem, Wydawnictwo ARKADY
- 2007: Plongées sans bulles – Immersions en recycleur INSPIRATION z Erikiem Bahuetem, Jean-Markiem

## Filmografia
- 2004: Siódme niebo rekinów, film dokumentalny, realizowany z P.Descampem dla Canal+ we Fr3

## Nagrody
- Festival Mondial de l’Image Sous-Marine d’Antibes 2000
  - Plongeur d’Or 2000
  - Prix Jorge Albuquerque 2000
- Festival Mondial de l’Image Sous-Marine d’Antibes 2002
  - Plongeur d’Or 2002

- Festival Mondial de l’Image Sous-Marine d’Antibes 2004
  - Plongeur d'Or 2004